# Paranapis
Paranapis là một chi nhện trong họ Anapidae.